# Пойсдорф
Пойсдорф (нем. Poysdorf) — город в Австрии, в федеральной земле Нижняя Австрия.
Входит в состав округа Мистельбах. Население составляет 5531 человек (на 31 декабря 2005 года). Занимает площадь 97,26 км². Основная отрасль местной экономики — виноделие.

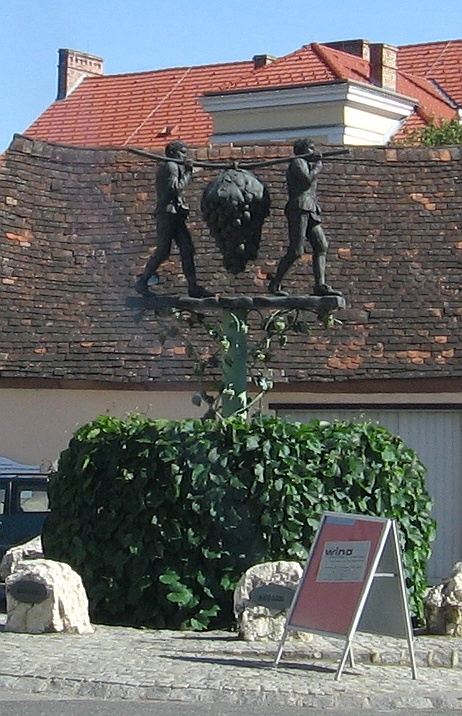
Пойсдорф

## Политическая ситуация
Бургомистр коммуны — Карл Вильфинг (АНП) по результатам выборов 2005 года.
Совет представителей коммуны (нем. Gemeinderat) состоит из 29 мест.
- АНП занимает 22 места.
- СДПА занимает 7 мест.

## Города-побратимы
- Деттельбах
- Микулов